# Digitálky

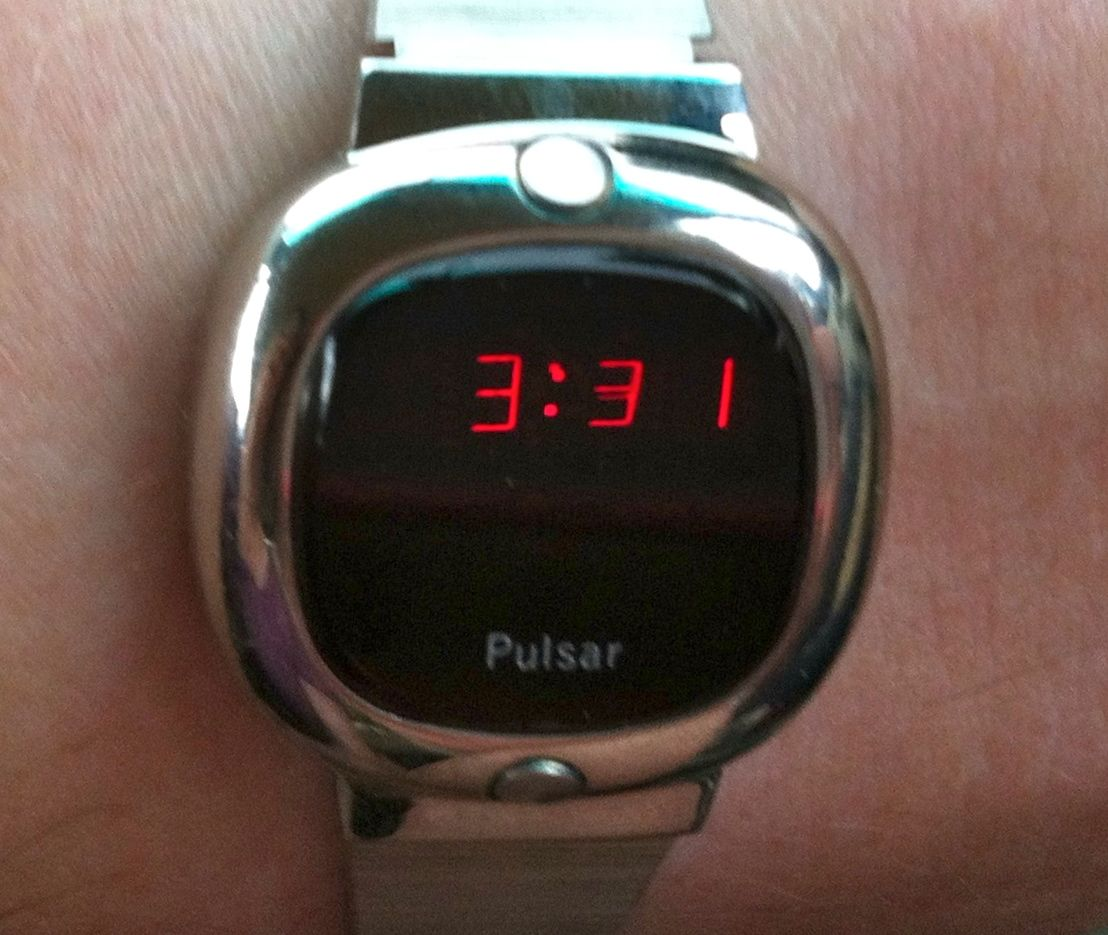
Sedmisegmentové digitálky Pulsar. Dámské hodinky, okolo roku 1976.

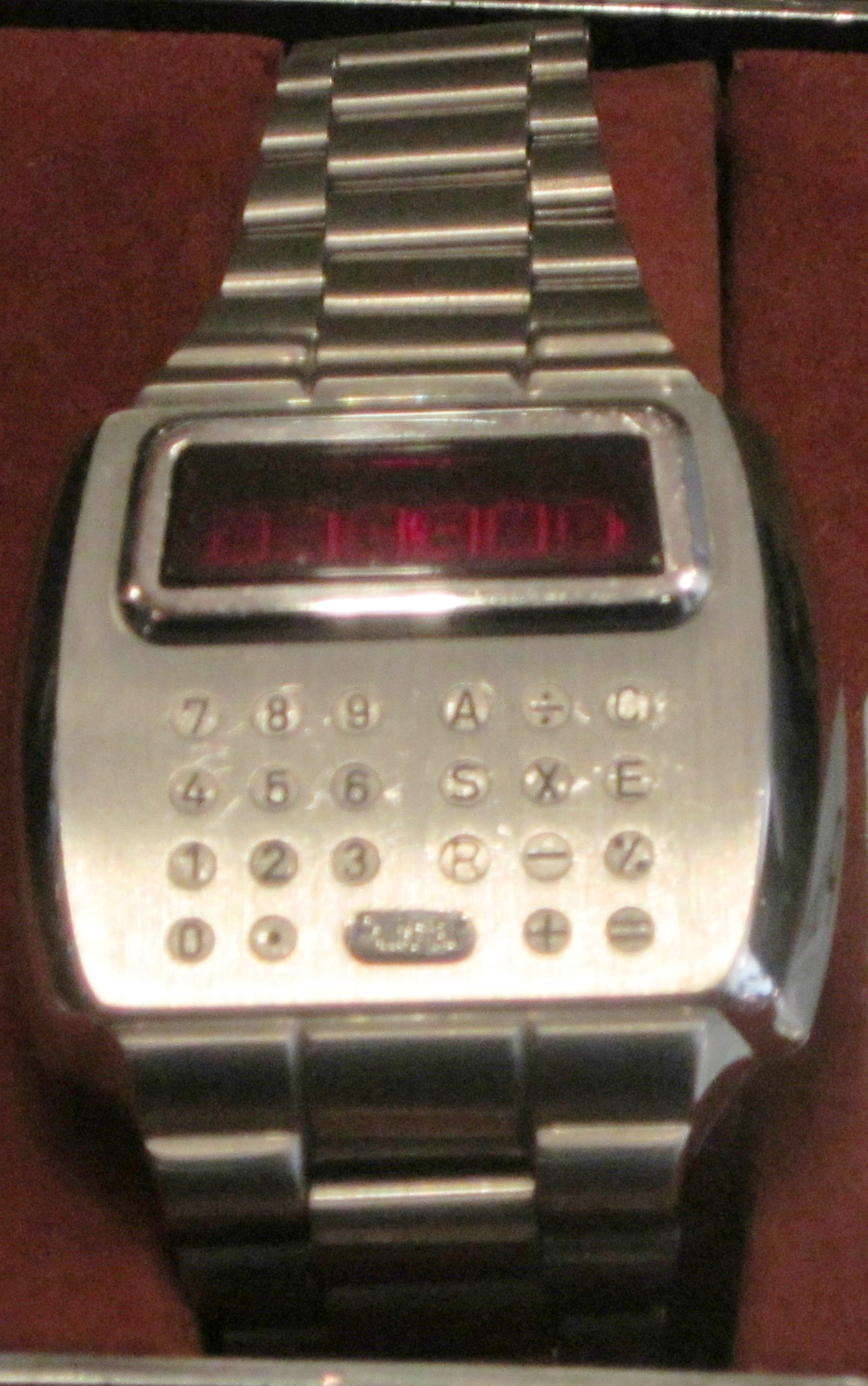
Hodinky Pulsar s kalkulačkou

Digitálky jsou náramkové hodinky poháněné baterií, u nichž sedmisegmentový LED displej a později displej z tekutých krystalů nahradil ciferník s ručičkami.
Jako první seznámila švýcarská společnost Hamilton Watch Company veřejnost s digitálními hodinkami s LED displejem v roce 1972. Jednalo se o značku Pulsar. Poté, kolem roku 1975, tatáž firma představila hodinky s kalkulačkou stejné značky. Společnost Hewlett-Packard se rozhodla konkurovat s modelem HP-01 (1977) a přidaly se i další firmy např. Casio, Seiko, Citizen, Timex či Texas Instruments, protože poptávka po této technologické novince prudce rostla.

## Československo
V Československu v 70. letech 20. století probíhala normalizace. Stejně jako kalkulačky nebo džíny se i digitálky staly nedostatkovým exkluzivním zbožím, jež se prodávalo jen v Tuzexu. Na černém trhu nejvíce obchodoval s digitálkami Miroslav Provod, s kalkulačkami pak Robert Pekárek. Na Slovensku se proslavil vekslák Jozef Zelík.„Digitalstrasse“ byl ironický název Gorkého ulice v Bratislavě, ale tento pojem se rozšířil i do jiných měst na Slovensku.

## Brněnská sbírka
Zlatou éru digitálek představilo Technické muzeum v Brně na výstavě konané ve dnech 7. března–6. června 2023. Brněnské muzeum vlastní ojedinělou ucelenou sbírku, kterou získalo v roce 2020 od sběratele hodinek Libora Hovorky. Ve sbírce jsou např. hodinky s LCD displejem od výrobců Texas Instruments, Seiko, Omega či Longines...